# Вентсвиллер
Вентсвиллер (фр. Wentzwiller) — коммуна на северо-востоке Франции в регионе Гранд-Эст (бывший Эльзас — Шампань — Арденны — Лотарингия), департамент Верхний Рейн, округ Мюлуз, кантон Сен-Луи. До марта 2015 года коммуна административно входила в состав упразднённого кантона Юненг (округ Мюлуз).
Площадь коммуны — 4,71 км², население — 678 человек (2006) с тенденцией к росту: 696 человек (2012), плотность населения — 147,8 чел/км².

## Население
Численность населения коммуны в 2011 году составляла 708 человек, а в 2012 году — 696 человек.
| 1962 | 1968 | 1975 | 1982 | 1990 | 1999 | 2006 | 2008 | 2011 | 2012 |
| ---- | ---- | ---- | ---- | ---- | ---- | ---- | ---- | ---- | ---- |
| 398  | 417  | 530  | 566  | 529  | 554  | 678  | 714  | 708  | 696  |

Динамика населения:

## Экономика
В 2010 году из 451 человек трудоспособного возраста (от 15 до 64 лет) 344 были экономически активными, 107 — неактивными (показатель активности 76,3 %, в 1999 году — 71,4 %). Из 344 активных трудоспособных жителей работали 322 человека (188 мужчин и 134 женщины), 22 числились безработными (четверо мужчин и 18 женщин). Среди 107 трудоспособных неактивных граждан 23 были учениками либо студентами, 39 — пенсионерами, а ещё 45 — были неактивны в силу других причин.
На протяжении 2011 года в коммуне числилось 298 облагаемых налогом домохозяйств, в которых проживало 701,5 человек. При этом медиана доходов составила 33418 евро на одного налогоплательщика.

## Достопримечательности (фотогалерея)
- Церковь Сен-Мартен
- Интерьер